# Estádio da Madeira
L'Estádio da Madeira, antigament conegut com a Estadio Eng. Rui Alves i conegut informalment com a Estádio da Choupana és un estadi de futbol a Funchal, Madeira, Portugal. És usat habitualment pel C.D. Nacional, un dels clubs de la ciutat de Funchal.
Actualment, té una capacitat per a 5.200 espectadors, havent estat construït per una capacitat de 2.500 (una graderia) l'any 2000 i unes dimensions de 100x65 metres. Anteriorment, el Nacional jugava a l'estadi municipal de Barreiros.
El gener del 2007, després de la remodelació que costà 20 milions d'euros, la capacitat fou ampliada fins als 5.200 amb la creació d'una nova graderia. L'1 de juny de 2007, fou rebatejat com Estádio da Madeira després d'un acord amb el govern local. És l'estadi més modern de l'illa, però no el de més capacitat.
L'estadi està localitzat al costat de la Cidade Desportiva do C.D. Nacional (la ciutat esportiva del club), que també inclou camps d'entrenament i el Campus de l'Acadèmia Cristiano Ronaldo, nom dedicat al futbolista més famós que ha jugat al club. Aquestes instal·lacions estan situades al nord de la ciutat de Funchal, al munt del districte de Choupana.